# Procesja wejścia
Procesja wejścia, introit (od łac. introitus – wejście) – procesja, która obecnie rozpoczyna Mszę Świętą.
Podczas zwykłych Mszy jest to po prostu przejście kapłana wraz z usługującymi do ołtarza, tzw. introitus simplex. Procesja rozpoczynająca szczególnie uroczyste celebracje - introitus solemnis, często odbywa się poprzez środek kościoła. Na jej czele znajduje się krzyż niesiony przez osobę, zwaną ministrantem krzyża. Towarzyszy mu dwóch ministrantów światła - ceroferariuszy niosących płonące świece; w przypadku szczególnie uroczystych celebracji może ich być jednak więcej: czterech, sześciu, a gdy mszy przewodniczy biskup – siedmiu. Gdy z powodu braku miejsca ministrant krzyża i ministranci światła nie mogą iść w rzędzie, niosący świece wyprzedzają krzyż. Przed krucyfiksem niesie się dymiący trybularz. Robi to turyferariusz, który idzie w parze z nawikulariuszem (niosącym łódkę z ziarenkami kadzidła), niosąc trybularz pomiędzy nimi w ten sposób, że znajduje się on na wprost krzyża, co wyraża szacunek względem niego. Za krzyżem podążają inni ministranci. Do zadań ceremoniarza należy to, by byli oni ustawieni według wzrostu lub wykonywanej funkcji. Następnie idą lektorzy, a za nimi nadzwyczajni szafarze Komunii Świętej. Po wszystkich posługujących świeckich w procesji niesiony jest ewangeliarz. Księgę tę niesie diakon lub, jeśli go nie ma, lektor czytający pierwsze czytanie. Dalej idą koncelebransi i celebrans główny. Za nim może iść dwóch usługujących mu przy ołtarzu diakonów (jeśli diakonów jest więcej niż trzech, co w praktyce zdarza się właściwie tylko podczas mszy, w czasie których przyjmują oni święcenia prezbiteratu, idą oni przed koncelebransami, a za ewangeliarzem). Jeśli mszy przewodniczy biskup, to na samym końcu procesji idą ministranci mitry i pastorału – czyli insygnarze. Ceremoniarz oraz jego pomocnik – ministrant księgi – mogą iść za przewodniczącym celebry. Czynią tak wtedy, gdy grono usługujących i koncelebransów jest liczne. Gdy natomiast do ołtarza udaje się mała grupa ministrantów oraz jeden kapłan, ceremoniarz idzie przed kapłanem.
Gdy procesja dojdzie do  prezbiterium, krzyż stawia się obok ołtarza, chyba ze znajduje się tam drugi, stały krzyż. W takim wypadku ten niesiony w procesji wynosi się do zakrystii. Świece stawia się po bokach ołtarza lub odnosi na kredens i zgasza. Ewangeliarz kładzie się na środku ołtarza, zwrócony w stronę wiernych.
Geneza introitu sięga czasów Cesarstwa Rzymskiego, gdy msze zaczęto odprawiać w rzymskich bazylikach. W budynkach tych zakrystie tworzono przy głównym wejściu, co powodowało konieczność przejścia celebransa i asysty przez całą długość nawy głównej. W tym czasie śpiewano psalm, co dało początek pieśni na wejście (dawniej również zwanej introitem).
Następna część mszy - Pozdrowienie ołtarza